# 清古平吉
清古 平吉（せいこ へいきち、生没年不詳）は、日本の弁護士。立憲政友会千葉支部幹事。千葉電燈株式会社監査役。妻のテルは愛国婦人会千葉郡幹事。

## 人物
千葉県千葉町の生まれ。1901年（明治34年）の『千葉通信』には「千葉県の弁護士界で最も多忙な人物の一人であり、弁護士組合会長の後任となる筈だ」とある。1905年（明治38年）に中央大学千葉県支部の理事を務め、その後も1911年（明治44年）、1915年（大正4年）、1935年（昭和10年）と3度務めている。